# Warren Zevon
Warren William Zevon (Chicago, 24 januari 1947 – Los Angeles, 7 september 2003) was een Amerikaans satirisch liedjesschrijver. Zijn muziek wordt gekenmerkt door zelfspot. Hij werd bekend met de liedjes Carmelita, Poor, Poor Pitiful Me, Hasten Down The Wind, Mohammed's Radio, maar vooral met de hit Werewolves of London.

## Biografie
Warren Zevon werd in Chicago geboren als kind van een mormoonse moeder en een vader van joods-Oekraïense komaf. Doordat zijn vader een beroepsgokker was, moest het gezin regelmatig verhuizen.
Zevon leerde in zijn jeugd piano spelen waarbij hij zich toelegde op klassieke muziek van onder meer Stravinsky, van wie hij ook lessen heeft gehad in compositie en arrangement. Halverwege de jaren 60 werd hij sterk door de rock-'n-roll beïnvloed.
Zijn eerste opnames kwamen er als helft van het folk-duo Lyme & Cybelle. Daarna schreef hij liedjes voor The Turtles en debuteerde hij in 1969 met de LP Wanted Dead Or Alive. De plaat werd een mislukking.
Dankzij wat sessiewerk en het maken van reclamejingles kon hij nog net in zijn levensonderhoud voorzien. Vlak voordat de Everly Brothers uit elkaar gingen, deed hij er nog dienst als pianist, totdat zijn vriend Jackson Browne voor hem een platencontract wist te bemachtigen.
Eerst verscheen in 1976 een titelloze plaat en daarna de bestseller Excitable Boy. Het van dit album afkomstige Werewolves of London werd een grote hit. Op dat nummer vervulden Mick Fleetwood en John McVie een gastrol. In totaal bracht hij in drie decennia zo'n zestien langspelers uit.
Lange tijd was Warren Zevon een zware drinker en leed hij bovendien aan hypochondrie. Toen hij vernam dat hij aan een ongeneeslijke vorm van asbest gerelateerde longkanker leed werkte hij de laatste maanden van zijn leven aan zijn muzikaal testament: de cd The Wind. Een aantal songs van dat album gaan over de dood, zoals Knockin' On Heaven's Door en Keep Me in your Heart for a While. Gastmuzikanten zijn onder meer Bruce Springsteen, Tom Petty, Don Henley, Joe Walsh en Jackson Browne.
- Biblioteca Nacional de España: XX851626
- Bibliothèque nationale de France: cb13932663s (data)
- Catàleg d'autoritats de noms i títols de Catalunya: 981058520014306706
- Gemeinsame Normdatei: 133595552
- International Standard Name Identifier: 0000 0000 7359 1092
- Library of Congress Control Number: n79098813
- MusicBrainz: 970fb29f-e288-403e-a388-d2a7889bfa47
- Nationale Bibliotheek van Tsjechië: js20070601009
- Nederlandse Thesaurus van Auteursnamen: 072687940
- SNAC: w6hm6681
- Système universitaire de documentation: 082685517
- Virtual International Authority File: 19869322
- WorldCat: E39PBJt43MVQJ6QxhPqc4q7j4q